# Ladestation (Elektrofahrrad)

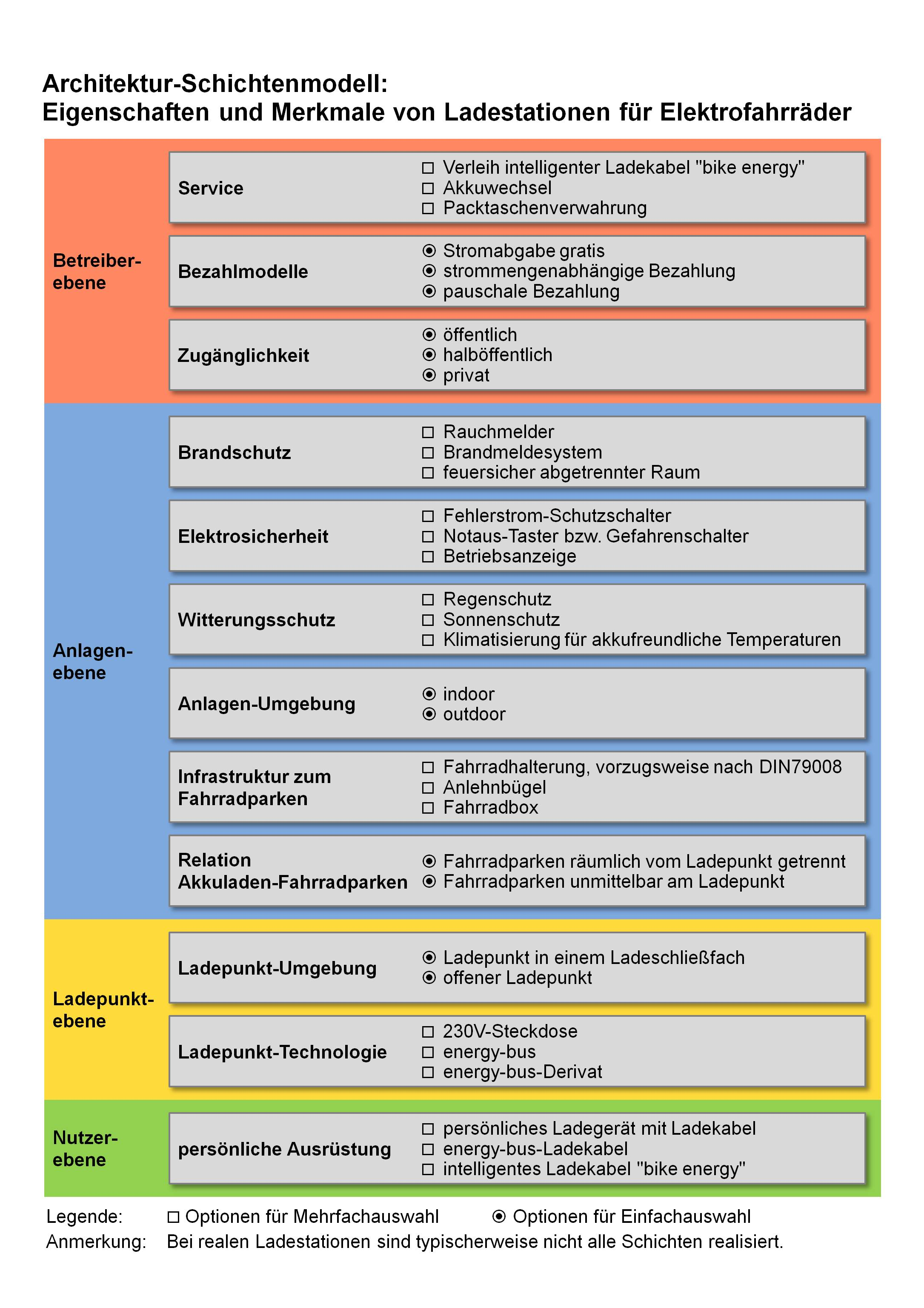
Schichtenmodell für E-Bike-Lade-Infrastruktur

Bei einer Ladestation für Elektrofahrräder handelt es sich um Infrastruktur zum Laden der Akkus von Elektrofahrrädern (auch Pedelecs oder E-Bikes genannt). Solche Anlagen sind dort besonders wichtig, wo E-Bike-Nutzer im Laufe eines Tages ihre Akku-Kapazität weitgehend ausnutzen und tagsüber auf ein Nachladen angewiesen sind. Das gilt zum einen für den Bereich des Radtourismus, wo sich Einkehr-, Unterkunfts- und Besichtigungsstätten für Radtouristen als Anlagenstandorte anbieten. Für den Alltagsradverkehr gilt es insbesondere für hügelige/gebirgige oder windstarke Umgebungen.

## Abgrenzung zu Ladestationen für Elektroautos, grundsätzliche Anforderungen und Architektur
Das Laden von E-Bike-Akkus und das Laden von Elektrofahrzeugen unterscheiden sich maßgeblich in vier Randbedingungen:
1. Beim Laden von Elektrofahrrädern sind die zu übertragende Energiemenge und damit auch die notwendige Anschlussleistung des Ladepunktes erheblich geringer.
2. Akkus von Elektrofahrrädern sind aufgrund ihrer Größe und ihres Gewichts tragbar und können daher sowohl am Fahrrad wie auch extern geladen werden.
3. Bei beiden Fahrzeugkategorien ist das Wechselstromladen weit verbreitet. Das dafür erforderliche Ladegerät ist bei Elektroautos eine fest im Fahrzeug installierte Komponente, bei Elektrofahrrädern dagegen ein externes Gerät. Dadurch ergibt sich im Gegensatz zu Elektroautos bei Elektrofahrrädern zwangsläufig eine dem Nutzer zugängliche Schnittstelle zwischen Akku und Ladegerät, die heute nicht herstellerübergreifend standardisiert ist. Die mangelnde Standardisierung dieser Schnittstelle und ihre Zugänglichkeit für den Nutzer sind heute die Ursachen für diverse Gefahren, Probleme und Nutzerärgernisse beim Laden von Elektrofahrrädern. Durch eine entsprechende Ausgestaltung der Ladestationen kann einigen dieser Nachteile maßgeblich entgegengewirkt werden.
4. Elektrofahrräder, ihre Akkus und Ladegeräte sind erheblich leichter zu entwenden als Elektroautos.

Diese unterschiedlichen Randbedingungen bedingen, dass sich die Ladestationen für Elektrofahrräder und für Elektroautos in der Regel technologisch und konstruktiv deutlich voneinander unterscheiden (sollten). Das oben dargestellte Schichtenmodell beschreibt die grundsätzliche Architektur von E-Bike-Ladestationen, wobei in realen Anlagen nicht jede Schicht realisiert sein muss. Die Eigenschaften einer Anlage werden dabei im Wesentlichen bestimmt durch die drei Faktoren Ladetechnologie, Bauart und Installationsumgebung (indoor/outdoor). Im Detail sollten bei einer fachgerechten E-Bike-Lade-Infrastruktur die folgenden grundlegenden Anforderungen berücksichtigt sein:
- Brandschutz
- Elektrosicherheit
- akkufreundliche Temperaturgegebenheiten
- Diebstahlschutz
- Nutzerfreundlichkeit

## Ladetechnologien

### Wechselstromladen mit externem Ladegerät
Die Ladeschnittstellen der E-Bike-Akkus sind heute mechanisch und elektrisch nicht herstellerübergreifend standardisiert. Daher ist heute bis auf Weiteres das Wechselstromladen mit einem externen persönlichen Ladegerät die verbreitetste Ladetechnologie, die jedoch mit einigen Nachteilen verbunden ist:
- Das dabei notwendige Mitführen eines eigenen Ladegeräts bedeutet für die Nutzer zusätzliches Gepäckvolumen und Gewicht.
- Da die externen Ladegeräte in der Regel nur für einen Einsatz in Innenräumen zugelassen sind (z. B. Schutzart IP40) und bei Regen keinesfalls nass werden dürfen, sind viele heute im Außenbereich angebotene Ladepunkte ohne ausreichende Überdachung von den E-Bike-Nutzern nur eingeschränkt nutzbar.
- Durch den ständigen Transport, mechanische Beanspruchungen (bis hin zu einem Fall) sowie durch Umwelteinflüsse (Feuchtigkeit, Regen) verschleißt ein Ladegerät und wird im schlimmsten Fall selbst zu einer elektrischen Gefahr oder steuert nicht mehr korrekt den Ladeverlauf, was ein erhöhtes Brandrisiko bedeutet. Ladegeräte sollten daher regelmäßig auf Beschädigungen geprüft werden, im Zweifelsfall von Experten. Bei betrieblichen Ladestationen für die Fahrradpendler kann der Arbeitgeber halbjährlich eine fachmännische Prüfung des Ladegeräts nach der DGUV-Vorschrift 3[1] verlangen, bei der aber nur die elektrische Sicherheit, nicht jedoch die ordnungsgemäße Funktion der Geräte geprüft wird.

### Gleichstromladen nach dem energy-bus-Standard
Die Nachteile des Wechselstromladens können weitgehend gelöst werden vom Standard „energy bus“, bei dem die Akkus über einen einheitlichen Steckverbinder mit einer integrierten Kommunikationsschnittstelle verfügen müssen:
- 2 Pins für Versorgungsspannung (Gleichspannung bis zu 48 V mit Stromstärken bis zu 40A)
- 1 Pin für 12 V Hilfsspannung (für passive Geräte oder zur Aktivierung von tiefentladenen Akkus)
- 2 Pins für die CAN-Kommunikation
- Magnetischer Schutz vor Verpolung
- Abreißen des Steckverbinders ohne Schaden am Fahrzeug oder der Ladestation

Über die Kommunikationsschnittstelle tauschen der Akku und die Ladestation verschiedene Daten aus, u. a. wird dabei der Ladestation der zu ladenden Akkutyp mitgeteilt. Damit stellt sich die Ladestation automatisch auf die richtigen Ladeparameter für diesen Akkutyp ein.

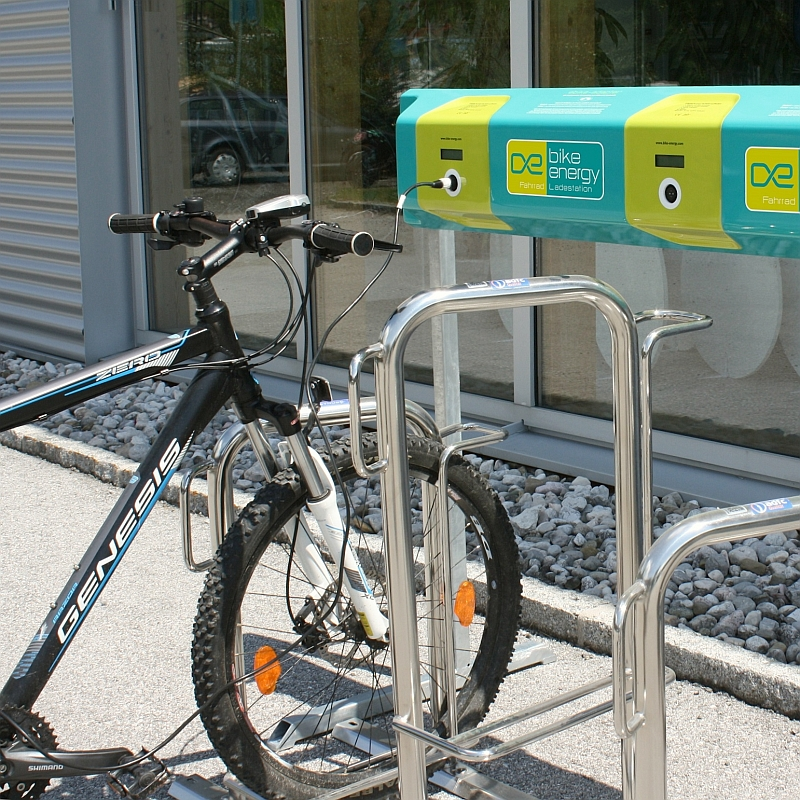
Bike-energy-Ladestation

Bei dieser Ladetechnologie könnten die Nutzer bei einer entsprechenden Verfügbarkeit von entsprechenden Akkus und Ladestationen auf das Mitführen eines persönlichen Ladegerätes verzichten. Besonders vorteilhaft wäre das „energy bus“-Konzept auch für betriebliche Ladestationen für Fahrradpendler, da den Nutzern hierbei die Ladetechnologie vor Ort definitiv bekannt ist, d. h. das persönliche Ladegerät mit Sicherheit zu Hause bleiben kann. Allerdings schließen sich die großen E-Bike-Hersteller im Moment diesem Standard noch nicht an. Ein Pilotprojekt hat stattgefunden in der Tourismusregion rund um Tegernsee, Schliersee und Achensee.

#### Gleichstromladen mit dem „bike-energy“-System
Das österreichische Unternehmen bike energy umgeht die mangelnde Verfügbarkeit von „energy-bus“-kompatiblen Akkus durch ein intelligentes Ladekabel, das die für den „energy bus“ notwendige Kommunikationselektronik enthält. Nutzer dieses Systems müssen sich mit dem für ihren Akkutyp spezifischen intelligenten Ladekabel ausrüsten und können damit heute schon ihre Akkus trotz deren herstellerspezifischen Schnittstellen nach dem „energy bus“-Standard laden.
Wo bereits ein ausreichend dichtes Netz von „energy bus“-kompatiblen Ladestationen zur Verfügung steht, können die Nutzer damit auf ein Mitführen ihres persönlichen Ladegeräts verzichten. Eine nennenswerte Stationsdichte gibt es heute bereits in einigen Radurlaubsregionen, z. B. im Spessart, in der schweizerischen Ferienregion Surselva oder im Salzburger Land. Wo das Netz solcher Stationen noch dünner ist, können die Radurlauber noch nicht auf die Mitführung ihres persönlichen Ladegeräts verzichten.

## Bauarten

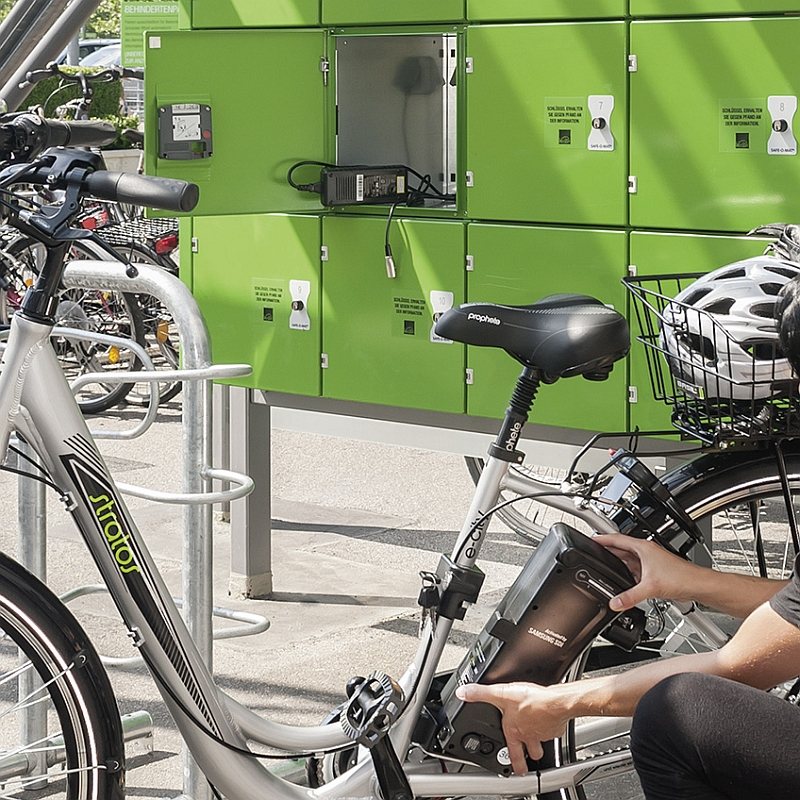
Ladeschließfachanlage

Im Wesentlichen werden die folgenden vier Bauarten unterschieden:

### Laden räumlich vom Parken getrennt
Mit dieser Bauart wird Ladeinfrastruktur für eine Fahrradabstellanlage ohne Zuordnung zu bestimmten Stellplätzen kompakt an einer Stelle angeboten. Anlagen dieser Bauart bestehen üblicherweise aus einer matrixförmigen Anordnung mehrerer so genannter Ladeschließfächer, in die die Nutzer diebstahlgeschützt ihr persönliches Ladegerät und ihren Akku zum Laden einschließen können. Die Fächer bestehen in der Regel aus feuerhemmendem Stahlblech und enthalten je nach Modell eine oder zwei konventionelle 230-V-Steckdosen pro Fach.
Vorteil dieser Bauart ist, dass durch die Trennung von Lademöglichkeiten und Stellplätzen verhindert wird, dass die Lademöglichkeiten von normalen Fahrrädern blockiert werden. Eingeschränkt nutzbar ist diese Bauart aber teilweise für das Laden von Rahmenakkus, wenn
- die Fachgröße zu knapp bemessen ist für die länglichen Bauformen entnehmbarer Rahmenakkus (eine Kante der Fach-Grundfläche sollte mindestens 40 cm lang sein)
- der Akku fest im Fahrradrahmen verbaut ist und sich nicht zum externen Laden entnehmen lässt. Solche E-Bikes lassen sich in Anlagen dieser Bauart nicht laden.

### Kombiniertes Laden und Parken ohne Fahrradhalterung

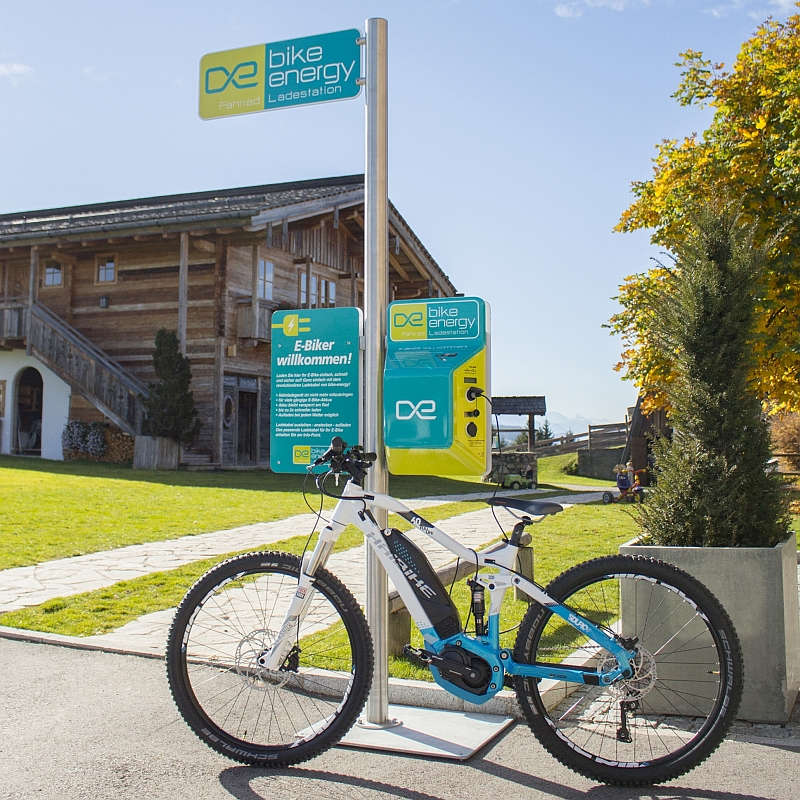
Ladepunkt ohne Fahrradhalterung

Anlagen dieser Bauart sind vornehmlich dazu bestimmt, einen oder mehrere Stellplätze vorhandener Fahrradabstellanlagen mit Lade-Infrastruktur nachzurüsten. Auch für Neuanlagen kommt diese Bauart in Frage, um sie mit Fahrradhalterungen kombinieren zu können, die in dieser Kombination nicht aus einer Hand angeboten werden.
Anlagen dieser Bauart tatsächlich ohne geeignete Fahrradhalterungen zu betreiben, ist nicht empfehlenswert, da die E-Bikes dann in der Regel nicht ausreichend gegen Umstürzen oder Diebstahl geschützt sind. Diese Risiken machen bei den hochwertigen E-Bikes keinen Sinn. Verschärfend kommt hinzu, dass gerade die Akkus aus Brandschutzgründen möglichst vor jedem Sturz bewahrt werden sollten.

### Kombiniertes Laden und Parken mit Fahrradhalterung

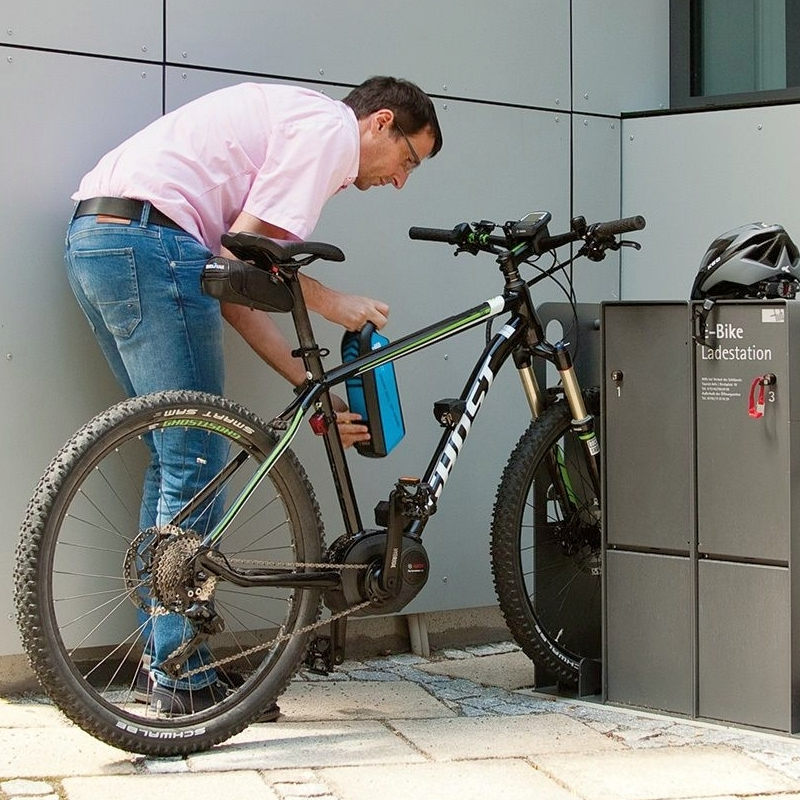
Ladeboxen mit Fahrradhalterungen

Bei dieser Bauart ist jeder Fahrradhalterung ein Ladepunkt zugeordnet – entweder ein Ladeschließfach oder ein energy-bus-Anschluss.
Vorteilhafterweise sollten die Schließfachtüren eine kleine Aussparung o. ä. aufweisen, damit ein Ladekabel ohne Quetschgefahr durch die verschlossene Tür zum Fahrrad geführt werden kann (Laden von im Rahmen eingebauten Akkus).
Die integrierten Fahrradhalterungen sollten dem Fahrrad gute Standsicherheit und Diebstahlschutz bieten. Daher sollte es sich bei den Halterungen mindestens um Anlehnbügel mit Knieholm, besser noch um ADFC-zertifizierte oder DIN79008-konforme Modelle handeln. Bei Reihenanlagen sollte ein Mindestabstand von 70 cm zwischen den Fahrrädern eingehalten werden, da die Nutzer zwischen die Fahrräder treten können müssen.

### Kombiniertes Laden und Parken in einer Fahrradbox

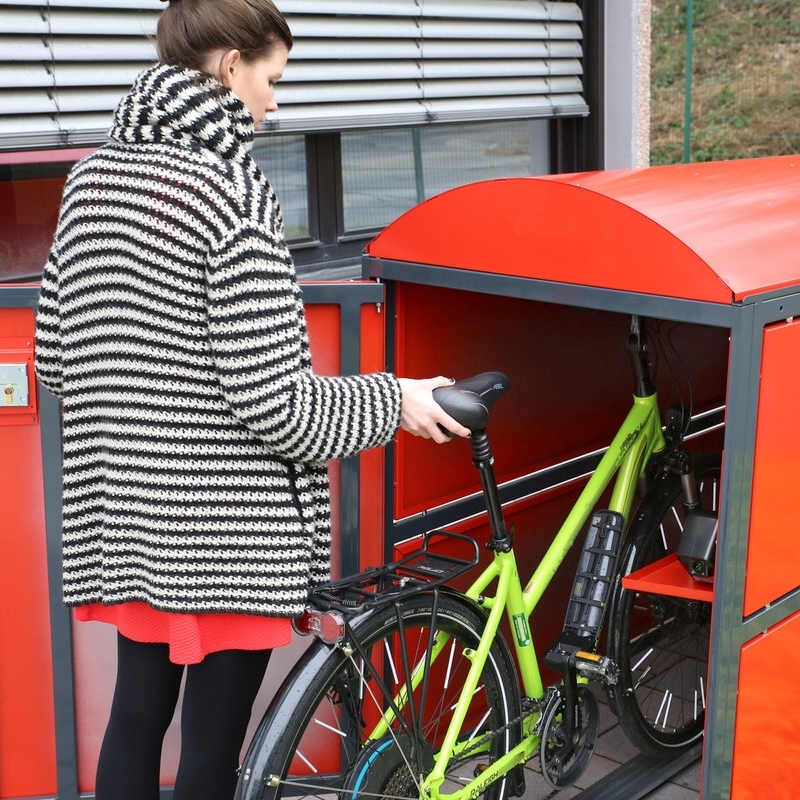
Fahrradbox mit Steckdose

Diese Bauart ist insbesondere vorteilhaft
- wenn die Anlage häufiger von Nutzern mit besonders hochwertigen E-Bikes in Anspruch genommen wird
- im touristischen Bereich (touristische POIs, Gastronomie), wo Radtouristen ihre Räder auch gerne mitsamt den Packtaschen sicher einschließen und dabei gleichzeitig ihren Akku laden möchten.

Auch bei Fahrradboxen sollte auf ADFC-Zertifizierung bzw. Konformität mit der DIN-Norm 79008 geachtet werden, die unter anderem eine für die meisten Fahrräder ausreichende Breite und Höhe der Türöffnung vorschreiben.

### Bauarten in Primitivausgestaltung (Ladepunkt nur als Steckdose ausgeführt)
Für die drei erstgenannten Bauarten sind auch Primitivausgestaltungen üblich, die als Ladepunkt lediglich eine 230-V-Steckdose (ohne Schließfach, Überdachung etc.) aufweisen. Für den Hausgebrauch in geschlossenen Räumen ist das der weitverbreitete Standard und vollkommen in Ordnung, wenn noch die einschlägigen Sicherheitshinweise zum Akkuladen berücksichtigt werden.
Kritisch sind dagegen solche Anlagen in Primitivausgestaltung im öffentlichen und halböffentlichen Raum zu sehen, insbesondere an Installationsorten, wo die Nutzer während des Ladevorgangs nicht in Reich- und Sichtweite der Ladestation bleiben (z. B. zu ausgiebigen Stadtrundgängen/Besichtigungen aufbrechen). Es besteht dann die Gefahr, dass bei einem überraschenden Wetterumschwung die typischerweise nur für den Indoor-Einsatz vorgesehenen Ladegeräte nass werden und zum Risiko für Stromunfälle oder Akku-Schädigungen und -Brände durch verfälschte Ladeparameter werden. Dies dürfte eine vorhersehbare Fehlanwendung im Sinne des Produktsicherheitsgesetzes darstellen.

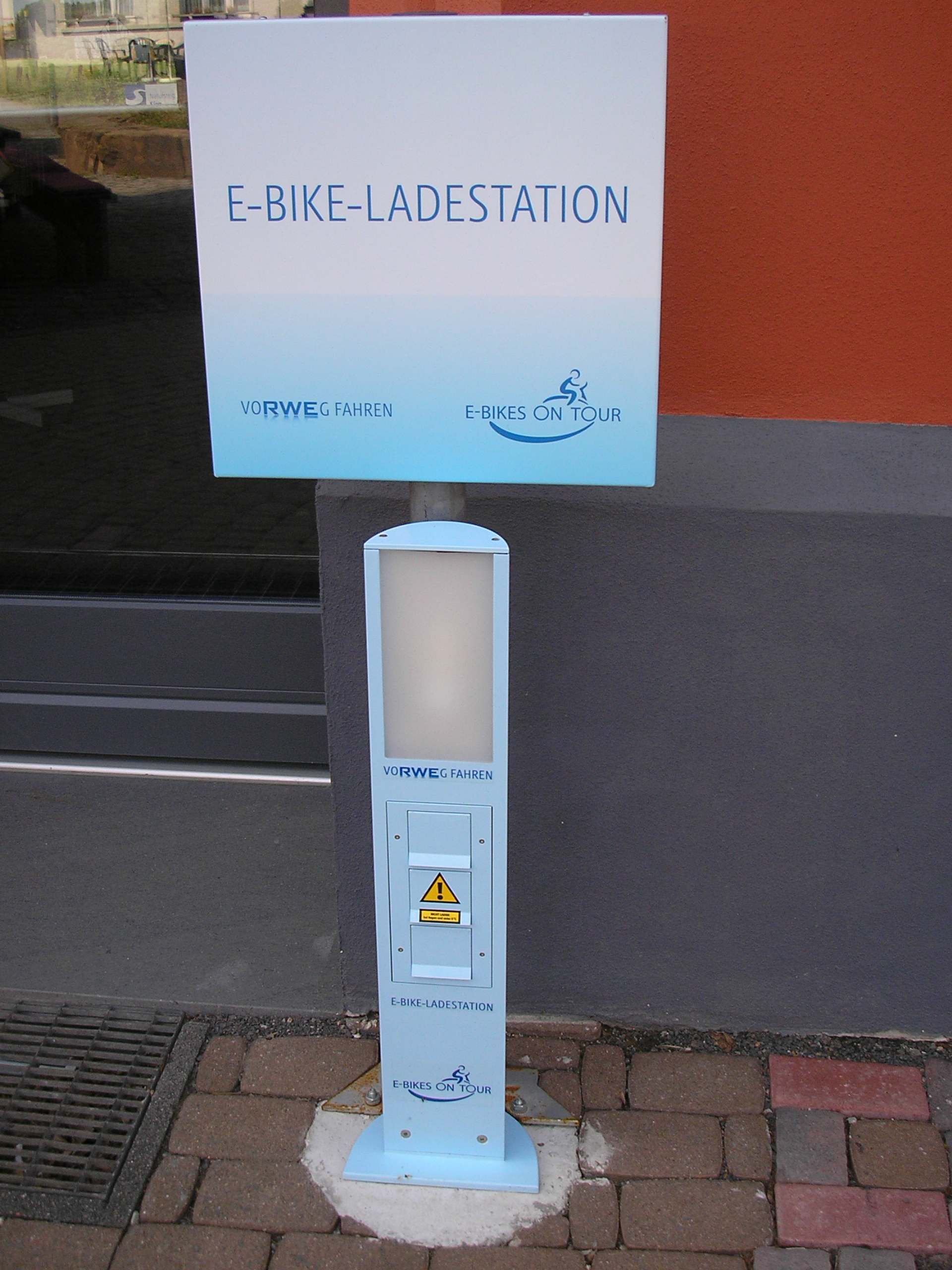
Ladestation in Merzenich
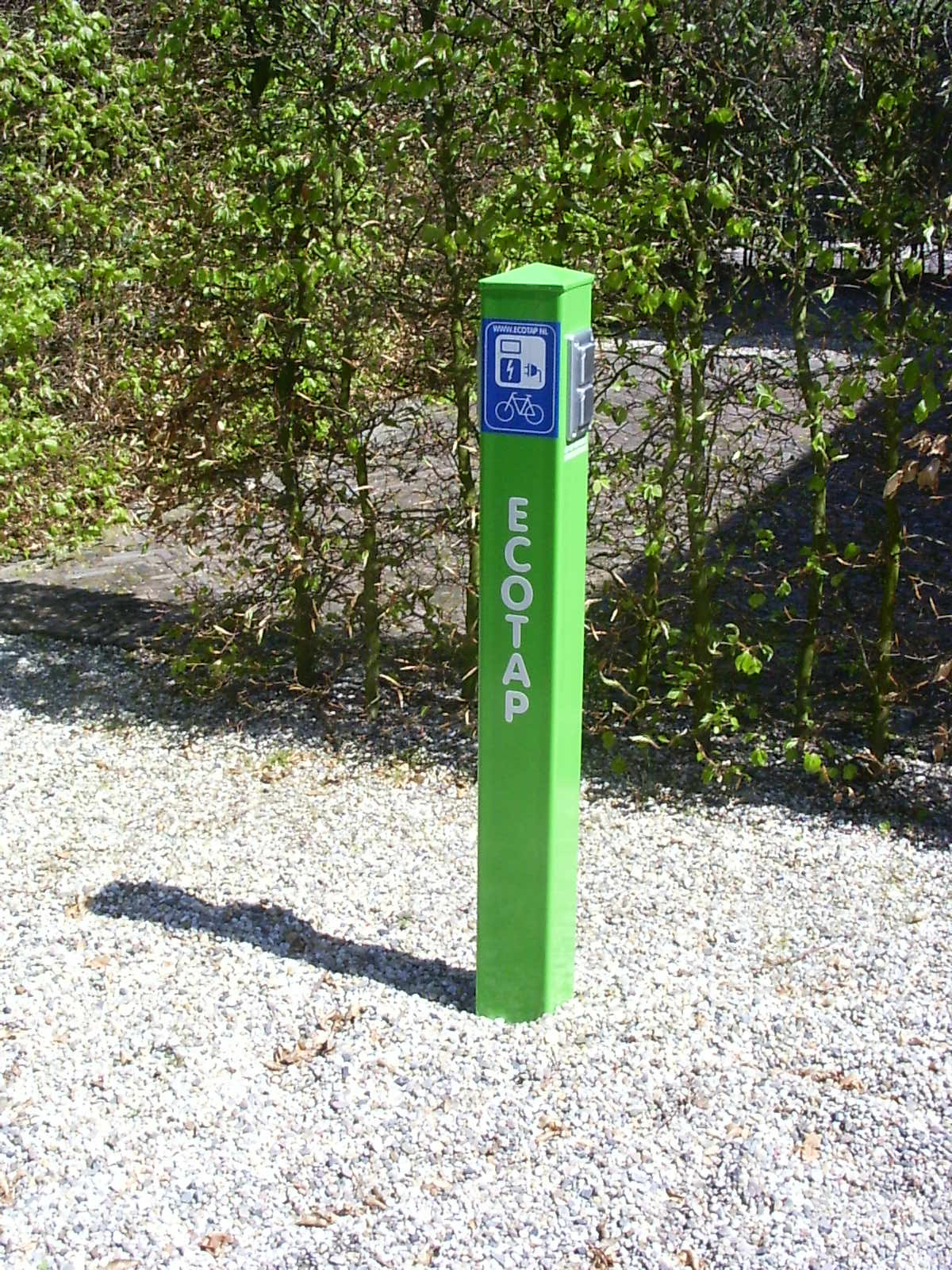
Warnsborn estate, Arnhem
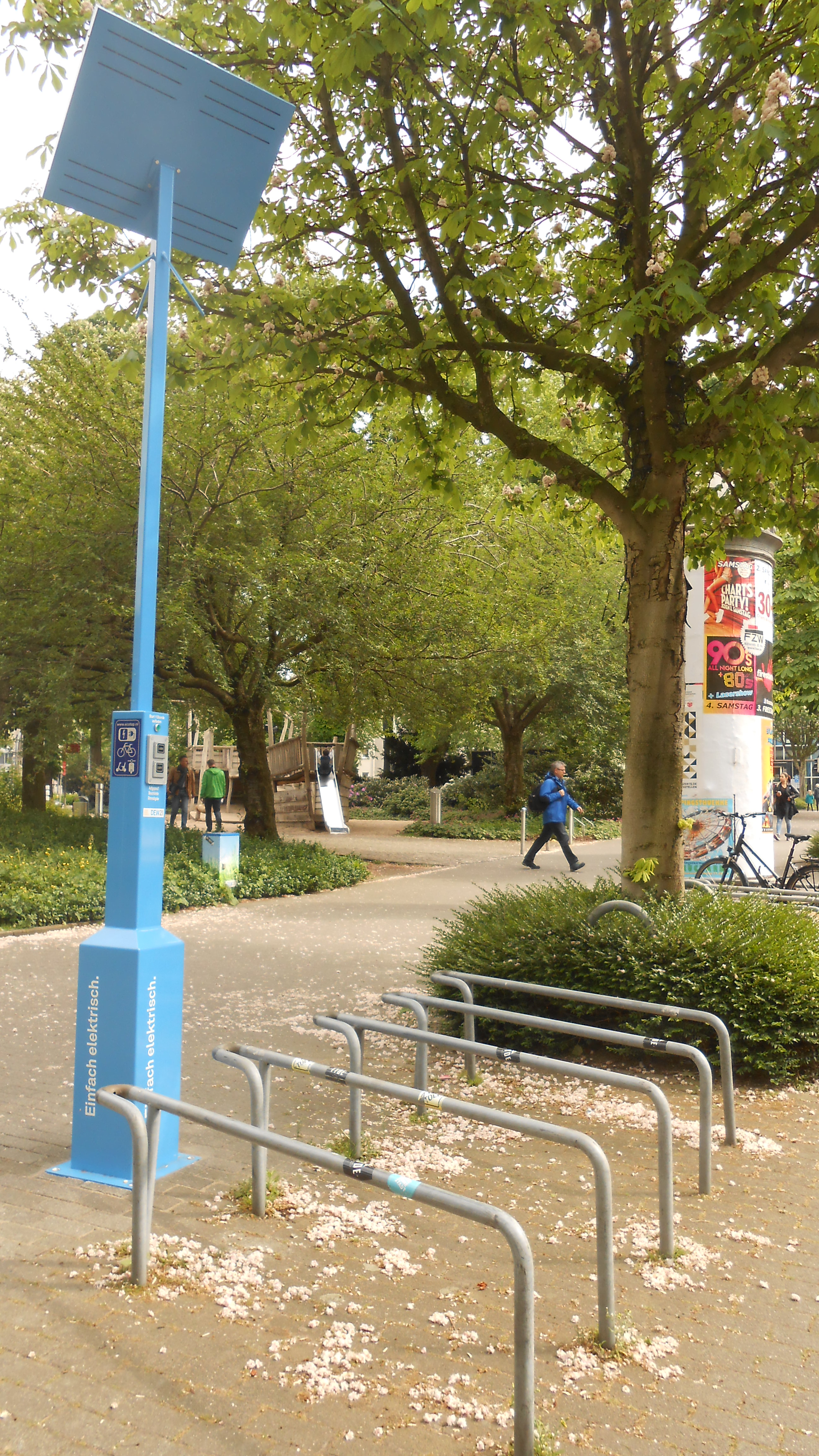
Dortmund Kleppingstraße
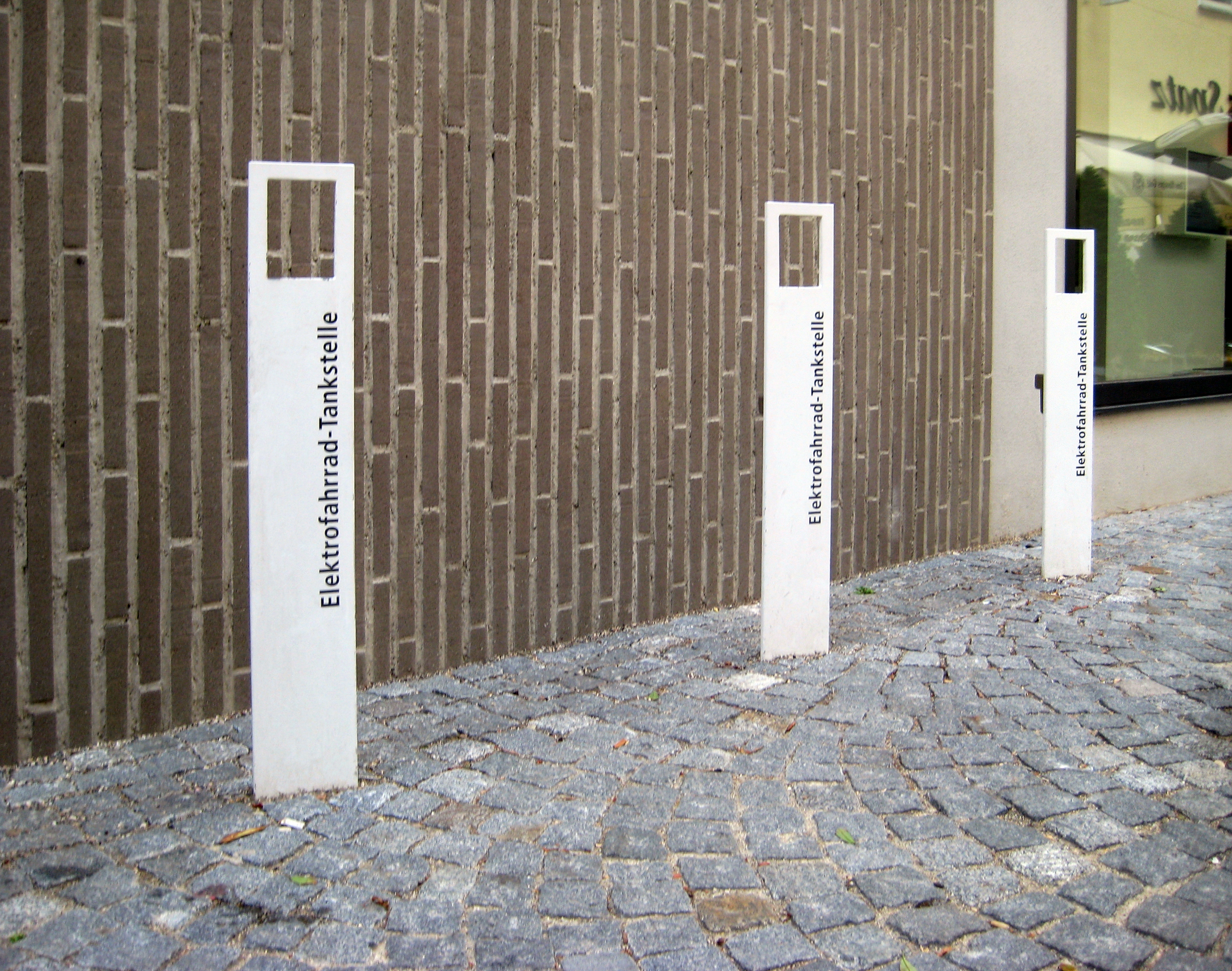
Brautgasse am Ulmer Münster
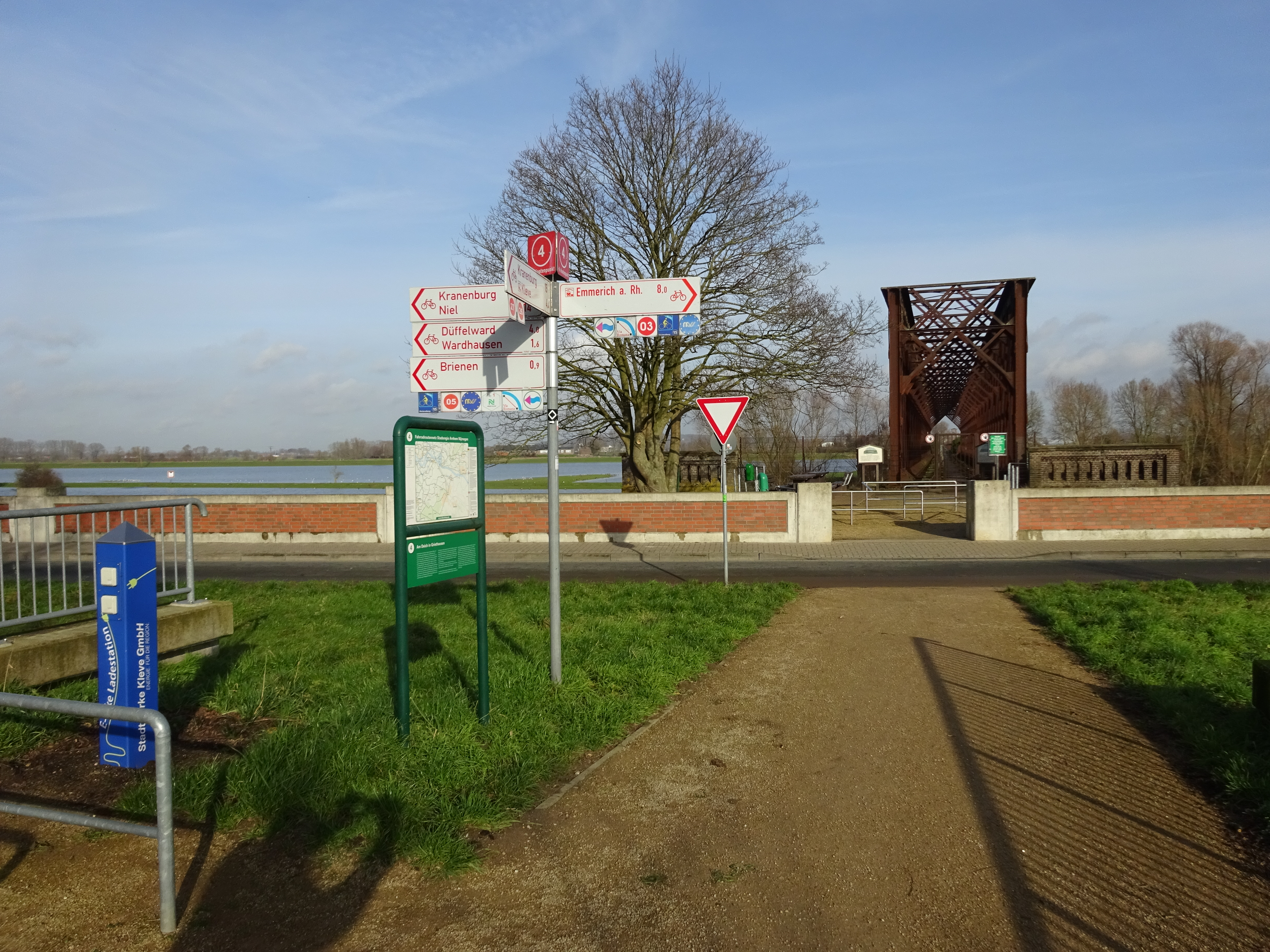
Kleve-Griethausen
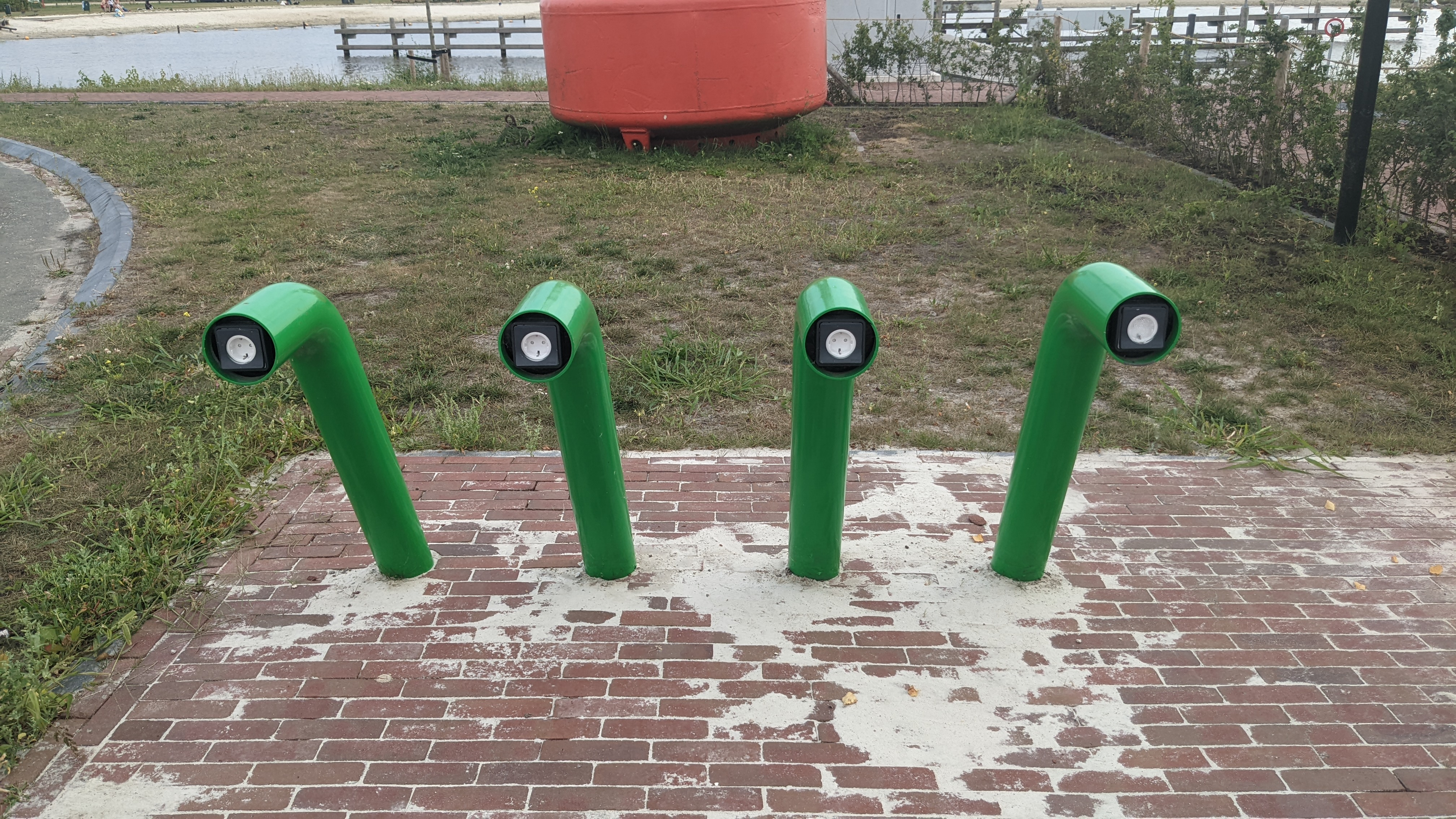
Blauwestad (NL)

## Installationsumgebung (indoor/outdoor)

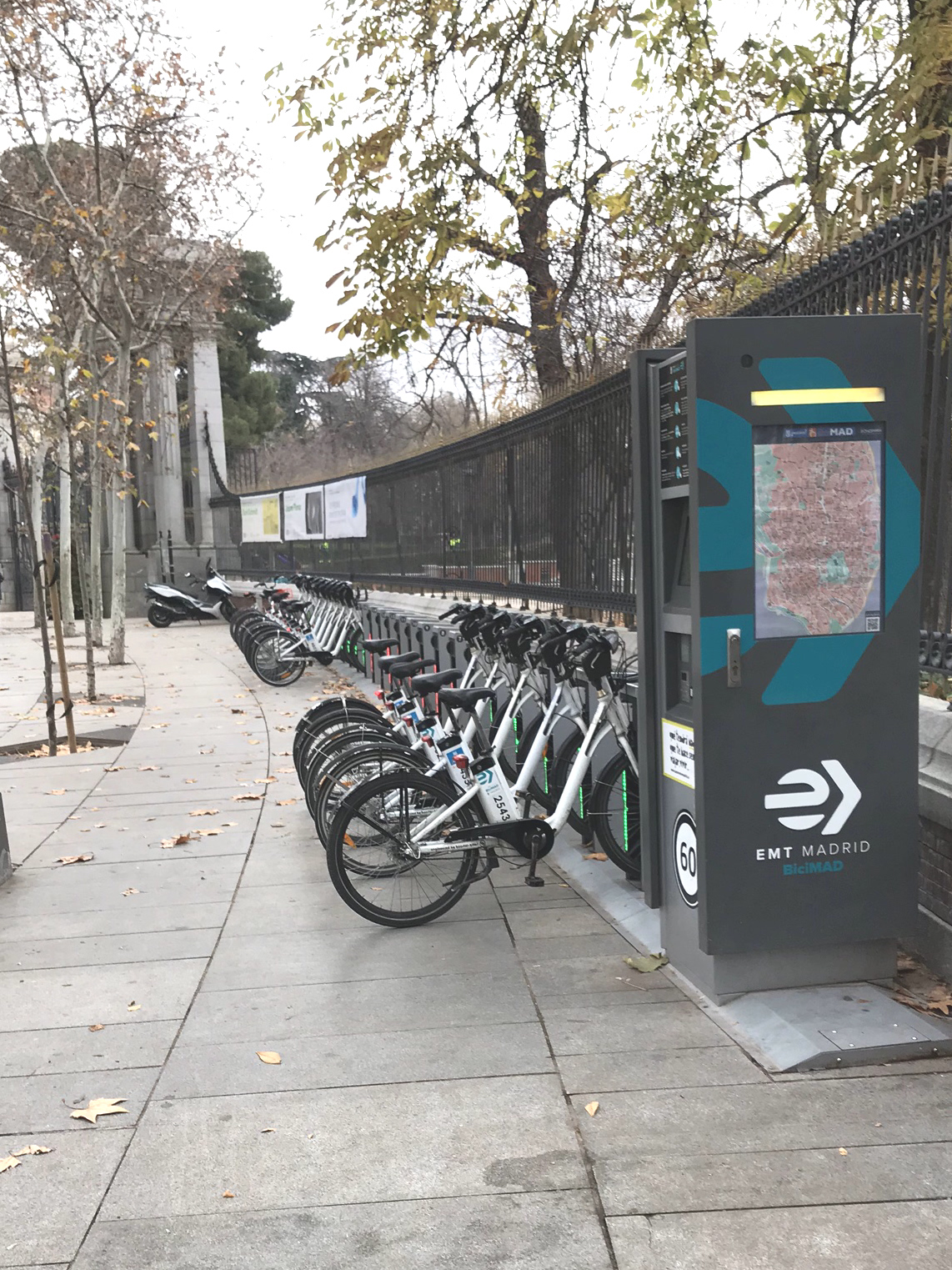
Ladestation neben Eingang zum Park Parque del Buen Retiro in Madrid

Sehr weitreichende Auswirkungen auf Sicherheit und Nutzerfreundlichkeit hat die Installationsumgebung (Anlage in einem Gebäude oder im Außenbereich). Außenanlagen sind zwar brandschutztechnisch sehr viel unkomplizierter als Innenanlagen, dafür sind sie umso unvorteilhafter für die Elektrosicherheit und die Sicherstellung akkufreundlicher Temperaturgegebenheiten.

## Gemeinsame Anforderungen an alle Ausführungen von Lade-Infrastruktur
Die nachfolgenden Herausforderungen und Anforderungen gelten übergreifend für alle Ausführungen von Lade-Infrastruktur:
| Moderne E-Bike-Akkus (heute üblicherweise Lithium-Ionen-Akkus) können heute ca. 600 Wattstunden Energie speichern und erlauben damit je nach Fahrgewohnheiten Reichweiten zwischen 50 und 150 Kilometern. Die Risiken einer solchen auf kleinem Raum gespeicherten Energiemenge erfordern vom Nutzer einen sachgerechten Umgang und werden heute durch intelligente Batteriemanagement-Elektronik weitestgehend beherrscht. Dennoch kann es in seltenen Fällen zu Bränden oder gar Explosionen kommen, insbesondere wenn ein Akku geladen wird - nach mechanischer Beschädigung, z. B. durch Sturz - mit einem nicht-originalen bzw. nicht-kompatiblen Ladegerät - mit einem beschädigten Ladegerät - mit einem Indoor-Ladegerät, das aufgrund eingedrungener Feuchtigkeit mit verfälschten Ladeparametern arbeitet - nach einer Tiefentladung - außerhalb des zulässigen Ladetemperaturbereichs (wird üblicherweise durch eine akkuinterne Temperaturüberwachung verhindert) So selten die Akku-Brände sind, so schwer beherrschbar sind sie aber auch. Mit Wasser und normalen Feuerlöschern lassen sie sich nicht löschen, sondern nur mit Sand oder mit einem speziellen Metallbrand-Löscher (Brandklasse D). Bei einem Akku-Brand entstehen giftige Gase, so dass sich Personen in Sicherheit bringen und das Löschen der Feuerwehr überlassen sollten. Häufig werden z. B. in Hotels oder Besichtigungsstätten E-Bike-Lademöglichkeiten im Rezeptionsbereich angeboten. Die Lademöglichkeiten sind damit in der Umgebung von Arbeitsplätzen angeordnet, so dass die entsprechenden Technischen Regeln für Arbeitsstätten ASR A2.2 berücksichtigt werden müssen. Danach sind die betreffenden Arbeitsplätze als Bereiche mit erhöhter Brandgefährdung einzustufen und zusätzliche Maßnahmen zu treffen. Eine Maßnahme kann sein, die Akkus in solchen Bereichen nicht offen, sondern in feuerhemmenden Schränken oder Schließfächern zu laden. Im privaten Bereich kann man beim Laden von E-Bike-Akkus feuerfeste Akkutaschen nutzen, die aus brandhemmenden Geweben gefertigt werden und so ein Übergreifen eines Brandes auf die Umgebung verhindern sollen. | Unter Brandschutzaspekten empfehlen sich Akku-Ladestationen - im Außenbereich mit ausreichendem Abstand zu Gebäuden - in freistehenden Garagen - in feuersicher abgetrennten Räumen - in Tiefgaragen Ladeschließfächer aus typischerweise 2 mm starkem Stahlblech bieten einen gewissen Brandschutz, wobei die Hersteller aber üblicherweise keine Feuerwiderstandsklasse garantieren. Ladestationen dürfen in Gebäuden nicht im Bereich von Fluchtwegen installiert sein. In Zweifelsfällen sollte der vorbeugende Brandschutz der zuständigen Feuerwehr konsultiert werden. Wenn sich ein schwerwiegendes Akkuproblem durch Rauchentwicklung bemerkbar macht, kann vielleicht noch durch sofortiges Abschalten der Netzspannung Schlimmeres verhindert werden. Dazu sollte die Anlage über einen Notaus-Schalter oder -Taster verfügen, der in angemessener Entfernung zum Gefahrenbereich installiert sein sollte. In öffentlich zugänglichen Anlagen muss allerdings auch immer mit Übeltätern gerechnet werden, die solche Notaus-Schalter mutwillig betätigen, so dass zusätzlich eine Meldeleuchte sinnvoll ist, die auf eine abgeschaltete Anlage aufmerksam macht. Insbesondere in Hotels dürften in der Regel auch relativ leicht Systeme realisierbar sein, die beim Ansprechen des zugehörigen Rauchmelders automatisch die Netzspannung der Anlage abschalten. |

| Die E-Bike-Akkus selbst sind mit ihren heute typischen Spannungen bis ca. 50 V elektrisch ungefährlich für den Menschen. Gefahren durch elektrischen Strom können aber entstehen durch das Hantieren mit den Ladegeräten, die an 230 V Netzspannung angeschlossen werden. Unter den folgenden Umständen kann es zu Kriechströmen (Kribbeln in der Hand) bis hin zu lebensgefährlichen Stromschlägen kommen: - Durch den ständigen Transport, mechanische Beanspruchungen (bis hin zu einem Fall) sowie durch Umwelteinflüsse verschleißt ein Ladegerät und kann im schlimmsten Fall seine Isolationseigenschaften verlieren. - Auch das Hantieren und Laden mit einem intakten Ladegerät kann zur Gefahr werden, wenn das Ladegerät und die Hände bei Regen an einem nicht überdachten Ladepunkt nass werden. - Riskant ist auch eine heute z. B. in Hotels vielfach anzutreffende Praxis, in den Fahrradabstellräumen zum Anschluss der Ladegeräte einfach ein paar Steckdosenleisten auszulegen. Nicht selten liegen sie einfach auf dem Erdboden und halten den Belastungen durch eventuelles Darauftreten und Überfahren nicht unbedingt stand. Außerdem kann es gefährlich werden, wenn nach einem Regenguss das Wasser von der Kleidung von Neuankömmlingen und von ihren Fahrrädern auf eine solche Steckdosenleiste abtropft. | Ladepunkte im Außenbereich sollten unbedingt eine ausreichende und wirksame Überdachung als Regenschutz aufweisen, damit die Ladegeräte beim Ladevorgang selbst, aber auch beim Entnehmen aus den Packtaschen und Einlegen in ein Schließfach nicht nass werden. Bei der Bemessung der Überdachung sollte auch treibender Regen bei Wind berücksichtigt werden. Der gesamten 230-V-Installation einer Lade-Infrastruktur sollte ein Fehlerstrom-Schutzschalter (FI-Schalter) mit einem Bemessungsfehlerstrom von 10 mA oder höchstens 30 mA vorgeschaltet sein. Die Funktionsfähigkeit des FI-Schalters sollte mindestens halbjährlich mithilfe der Prüftaste getestet werden; dies kann durch Laien vorgenommen werden. Mindestens einmal pro Jahr ist eine fachmännische Prüfung durch eine Elektrofachkraft erforderlich. Generell gilt: Die gesamte elektrische Installation einer Lade-Infrastruktur sollte nur von einer Fachkraft durchgeführt werden. |

| E-Bike-Akkus sind aufgrund ihrer Zellkonstruktion und Zellchemie im Hinblick auf Temperaturen nicht ganz anspruchslos. Daher geben alle Hersteller für die Lagerung, für den Betrieb und für das Laden enge Temperaturgrenzen vor, die im Interesse des Brandschutzes und der Lebensdauer eingehalten werden sollten. Die meisten Hersteller geben als Betriebstemperaturbereich −10...+60 °C und als Lagertemperaturbereich 0...+30 °C oder 0...+40 °C an. Für den Ladevorgang geben die Hersteller als zulässige Minimaltemperatur 0 °C oder +5 °C, als zulässige Maximaltemperatur Werte zwischen +30 °C und +45 °C an. Bei Qualitätsakkus verhindert eine interne Temperaturüberwachung den Ladevorgang, wenn die Akkutemperatur außerhalb dieser Grenzen liegt. Allgemein wird als ideale Ladetemperatur ca. +20 °C angegeben. Kälte reduziert die Leistungsfähigkeit eines Akkus und die Reichweite. Bei winterlichen Temperaturen ist es daher ratsam, den bei Raumtemperatur geladenen und gelagerten Akku erst kurz vor Fahrtantritt in das E-Bike einzusetzen. | Bei Lade-Infrastruktur im Außenbereich fällt die Sicherstellung der zulässigen Lager- und Lade-Temperaturbereiche nicht leicht. Da derzeit keine beheizbaren Ladeschließfächer am Markt angeboten werden, kann damit ein Ladebetrieb mit Außenanlagen bei Minustemperaturen heute nicht gewährleistet werden. Für Lade-Infrastruktur an touristischen Zielen ist das mit Blick auf die starke Saisonabhängigkeit des Radtourismus in der Regel unkritisch; für Ladeangebote für den Alltagsverkehr (z. B. den täglichen Arbeitsweg) stellt es dagegen schon eine deutliche Einschränkung dar. In Außenanlagen können durch Sonneneinstrahlung leicht die zulässigen maximalen Lade- und Lagertemperaturen überschritten werden. Die Aufheizung durch Sonneneinstrahlung ist sehr stark abhängig von der Farbe der beschienenen Oberfläche: Ein schwarzer Akku ist beim Laden am Fahrrad ebenso nachteilig wie dunklere Gehäusefarben von Ladeschließfächern oder Fahrradboxen (daran können auch kleine Lüftungsschlitze kaum etwas verbessern). Ideal sind weiße Gehäuseoberflächen und sehr helle Farben wie lichtgrau, die aber insbesondere bei Fahrradboxen wohl aus Gründen der Schmutzanfälligkeit kaum katalogmäßig angeboten werden. Aus diesen Gründen sind Anlagenstandorte im Schatten von Gebäuden ideal, oder es bedarf einer konstruktiven Abschattung durch lichtabweisende Überdachung und Seitenwände. Bei Lade-Infrastruktur im Innenbereich fällt die Sicherstellung akkufreundlicher Temperaturgegebenheiten weitaus leichter, aber auch hier ist auf die Nähe zu Heizquellen oder direkten Einfall von Sonnenlicht durch Fenster zu achten. |

| E-Bikes und auch deren Akkus sind durch ihren Wert eine begehrte Diebesbeute. Aber auch mitgeführte Ladegeräte sind trotz ihres eher geringen Wertes diebstahlgefährdet. An Ladepunkten in Primitivausgestaltung genießen sie keinerlei Schutz und werden durchaus entwendet, und wenn es auch nur als Dummejungenstreich passiert. Gerade für Radtouristen ist ein solcher Verlust sehr ärgerlich und kann den Abbruch einer Radreise nach sich ziehen, wenn nicht sofort ein zum Akkutyp kompatibles Ersatzgerät beschafft werden kann. Daher müssen Fahrradabstellanlagen mit Lade-Infrastruktur den Rädern, Akkus und Ladegeräten gleichermaßen einen guten Diebstahlschutz bieten. | Für einen guten Diebstahlschutz sollten als Fahrradhalterungen mindestens Anlehnbügel mit Knieholm, besser noch ADFC-zertifzierte oder DIN79008-konforme Modelle Verwendung finden. In Einkehr- und Übernachtungsstätten für Radtouristen sollten abschließbare Fahrradabstellräume oder Fahrradboxen (ebenfalls möglichst DIN79008-konform) angeboten werden. Sowohl für die „energy bus“- wie auch die „bike energy“-Ladetechnologie sind Entwicklungen im Gange, das Ladekabel mit einem universellen Fahrradschloss zu einem so genannten LadeSchlossKabel zu vereinen. Die LadeSchlossKabel sollen auch ohne Verbindung mit einer Ladestation als separates Schloss einen hochwertigen mechanischen Diebstahlschutz bieten. Bei einer Verbindung mit einer „energy bus“-Ladestation besteht zusätzlich ein elektronischer Schutz, indem ein unbefugtes Auftrennen der Ladeverbindung einen Alarm in der Ladestation auslöst. |

| Aufgrund der mangelnden Verfügbarkeit eigener Leitfäden und Regelwerke nur zum Thema „Laden von E-Bike-Akkus“ und der daraus resultierenden mühsamen Informationsbeschaffung werden heute viele E-Bike-Ladestationen weitgehend auf der Grundlage von Herstellerinformationen geplant und entschieden. Es liegt in der Natur solcher Herstellerinformationen, dass sie in der Regel keinen Gesamtüberblick über mögliche Lösungen und deren Vor- und Nachteile geben, sondern nur das eigene Produkt in den Vordergrund stellen. Weiterhin tritt bei Planungen von E-Bike-Ladestationen auch gerne in den Hintergrund, dass sie sinnvollerweise eng verknüpft mit der Funktion des Fahrradparkens sind und auch dafür einschlägigen Leitfäden und Regelwerke Beachtung finden sollten. Damit kann es trotz allerbester Absichten leicht zu Fehlplanungen kommen. Sinnvoll ist daher die Einbindung von Nutzern oder mit den Nutzeransprüchen vertrauten Experten, bei betrieblichen Abstell- und Ladeanlagen auch die des Betriebs-/Personalrates. | Bei der Bauart „Laden räumlich vom Parken getrennt“ sollten die Fahrradstellplätze und die Ladestationen nicht zu weit voneinander entfernt sein. Das gilt ebenso für die Entfernung zu Schließfächern zum Einschließen von Reisegepäck. Bei Reihenanlagen der Bauart „kombiniertes Laden und Parken mit Fahrradhalterung“ sollten Abstände von weniger als 70 cm zwischen den Fahrrädern vermieden werden, da die Nutzer zwischen die Fahrräder treten müssen, z. B. um das Ladeschließfach bedienen zu können. Eine Verdichtung auf kleinere Abstände zwischen den Fahrrädern durch Hoch-/Tiefstellung macht daher bei solchen Anlagen keinen Sinn. Gerade für die täglichen Arbeitswege per E-Bike ist es ein gewichtiger Aspekt von Nutzerfreundlichkeit, ob man sein persönliches Ladegerät mitführen muss oder nicht. In dieser Hinsicht vorteilhaft sind „energy bus“-Lösungen oder (bei betrieblichen Abstellanlagen) auch persönlich zugeordnete Ladeschließfächer, in denen ein persönliches Ladegerät ständig verbleiben kann. |

## Leitfäden, Richtlinien, Normen
Die heute bekannten Leitfäden und Regelwerke zum Thema Elektromobilität behandeln es zuvorderst mit dem Schwerpunkt Automobil und gehen nur am Rande auf das durchaus in vielen Facetten sehr andersartige Thema „Laden von E-Bike-Akkus“ ein.
- Nationale Plattform Elektromobilität: Technischer Leitfaden Ladeinfrastruktur. Archiviert vom Original am 31. Juli 2018; abgerufen am 31. Juli 2018.

- Initiative ELEKTRO+: Elektromobilität - Ladeinfrastruktur in Wohngebäuden. Archiviert vom Original am 31. Juli 2018; abgerufen am 31. Juli 2018.

- BDEW, DKE, ZVEH, ZVEI: Der Technische Leitfaden Ladeinfrastruktur – Version 2. Archiviert vom Original am 31. Juli 2018; abgerufen am 31. Juli 2018.

- Gesamtverband der Deutschen Versicherungswirtschaft: Publikation der deutschen Versicherer zur Schadensverhütung - Ladestationen für Elektrostraßenfahrzeuge. Archiviert vom Original am 31. Juli 2018; abgerufen am 31. Juli 2018.

- Verein Deutscher Ingenieure VDI: VDI 2166 Blatt 2 - Planung elektrischer Anlagen in Gebäuden; Hinweise für die Elektromobilität. Archiviert vom Original am 31. Juli 2018; abgerufen am 31. Juli 2018.

- ADFC: Technische Richtlinie TR 6102-0911 Empfehlenswerte Fahrrad-Abstellanlagen. Archiviert vom Original am 11. Dezember 2016; abgerufen am 2. August 2018.

- ADFC: Hinweise für die Planung von Fahrrad-Abstellanlagen. Archiviert vom Original am 2. August 2018; abgerufen am 2. August 2018.

- DIN 79008-1:2016-05: Stationäre Fahrradparksysteme - Teil 1: Anforderungen. Archiviert vom Original am 31. Juli 2018; abgerufen am 31. Juli 2018.

- Forschungsgesellschaft für Straßen- und Verkehrswesen: Hinweise zum Fahrradparken